# Cricket Club de Kowloon
 (avril 2023).

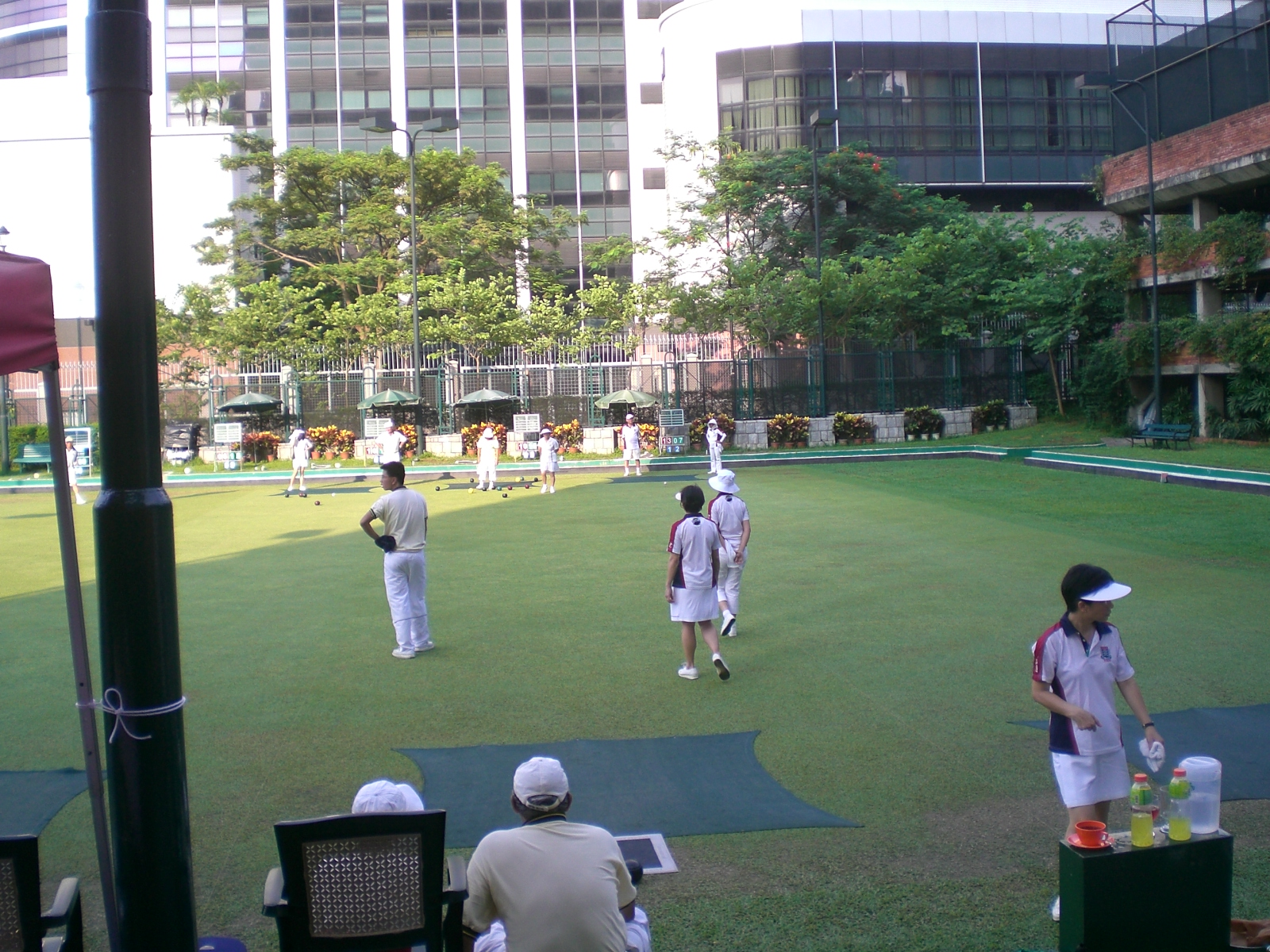
Membres du club au cours d'une partie.

Le Cricket Club de Kowloon (九龍木球會, Kowloon Cricket Club) est un club sportif de Hong Kong situé sur Cox's Road à Kowloon depuis 1904.

## Histoire
Le Cricket Club est fondé le 4 octobre 1904 et reçoit un terrain du gouvernement à King's Park (en). Il concourt avec des clubs locaux comme le Cricket Club de Hong Kong, le Cricket Club Craigengower, le Cricket Club Parsee, les Royal Engineers, le Cricket Club de l'Army Ordnance Corps (en) et le Cricket Club du Civil Service du Royal Army Medical Corps et de HMS Tamar dans le tournoi du South China Morning Post Shield.
La première pierre du premier club-house est posée le 18 janvier 1908 par le président et bienfaiteur Hormusjee Naorojee Mody, qui reçoit ensuite une truelle en argent gravé pour marquer l'occasion. Le pavillon du club de Kowloon est inauguré par le gouverneur Frederick Lugard le 11 juillet 1908.
En raison de la Seconde Guerre mondiale, le club est fermé de 1941 à 1946. Il concourt ensuite dans le tournoi du Hancock Memorial Shield.
Depuis janvier 2016, son entraîneur-chef est l'Australien Ryan Campbell (en), qui est également l'entraîneur de l'équipe nationale de cricket de Hong Kong (en),.

## Installations
Le club a son propre terrain de cricket.
Depuis 1992, il accueille les éditions des Hong Kong Cricket Sixes (en) (sauf en 1996 et 1997). Il dispose également d'un boulingrin de grande taille.